# Jennifer Stow
Jennifer Lea Stow és directora adjunta d'investigació, investigadora principal del NHMRC (National Health and Medical Research Council) d'Austràlia i cap del Laboratori de trànsit i inflamació de proteïnes a l'Institute for Molecular Bioscience (IMB) de la Universitat de Queensland, Austràlia.
Stow forma part de comitès científics i consells consultius nacionals i internacionals. Ha ocupat el càrrec de cap de la Divisió de biologia cel·lular molecular de l'IMB, i el 2008 en va ser nomenada sotsdirectora.

## Biografia
Va obtenir el seu doctorat a la Universitat de Monash a Melbourne el 1982. La seva llicenciatura en ciències va ser seguida d'un any d'honors primera classe al Departament d'Immunologia i Patologia i un doctorat (1979-1982) al Departament d'Anatomia i a l'Hospital Prince Henry's, sota la supervisió dels professors Eric Glasgow i Robert Atkins. El projecte de doctorat de Stow va consistir en la caracterització de poblacions cel·lulars en la glomerulonefritis, incloent l'ús de microscopis electrònics.
Com a becària internacional de Fogarty (Fogarty International Fellowship) va completar la seva formació postdoctoral al departament de biologia cel·lular de la facultat de medicina de la Universitat Yale, als Estats Units. Després va ser nomenada per al seu primer treball com a professora ajudant a la Unitat Renal de la Universitat Harvard i als departaments de medicina i patologia de l'Hospital General de Massachusetts a Boston., on va treballar amb la professora Marilyn Farquhar de biologia cel·lular i nefrologia. Stow, Farquhar i els seus col·legues van publicar estudis seminals sobre membranes basals glomerulars i proteoglicans.
A finals de 1994 va tornar a Austràlia a la fundació Wellcome Trust com a becària senior d'investigació mèdica (Senior International Medical Research Fellow) a Universitat de Queensland a Brisbane, on el seu treball ha continuat. El Centre al qual es va unir més tard es va convertir en l'institut d'investigació mèdica més gran d'Austràlia, l'Institut de Biociències Moleculars (Universitat de Queensland), on va exercir el càrrec de líder de grup, professora i investigadora principal del National Health and Medical Research Council (NHMRC). El seu treball actual en la inflamació i el càncer se centra en el tràfic de cèl·lules epitelials i en la secreció de citosines en macròfags. És coneguda per descobrir noves vies per a la secreció i el reciclatge en les cèl·lules i per definir noves funcions per a la maquinària cel·lular, incloses les proteïnes G grans i petites, les miosines i les SNAREs.

## Fets destacats professionals
- 1982 Doctorat a la Universitat de Monash, Melbourne, Austràlia.
- 1982 Beca internacional Fogarty per al treball postdoctoral a la Universitat Yale, facultat de Medicina.
- 1985 Produeix el primer anticòs per a la membrana basal HSPG i el filtre glomerular localitzat HSPG.
- 1986 Beca d'investigació de càncer de Swebeilius, Estats Units.
- 1987 Descobreix un mecanisme per a la classificació dependent del pH en cèl·lules epitelials.[5]
- 1988 Nomenament com a professora ajudant a la Universitat Harvard / Hospital General de Massachusetts.
- 1990 Descobreix un nou paper per a les proteïnes G heterotrimèriques en el trànsit.[6]
- 1990 Se li atorga la primera subvenció independent NIH RO1.
- 1991 Directora de PI i Core, programa NIH de Biologia Cel·lular Renal.
- 1993 Investigadora establerta de l'American Heart Association.
- 1994 Beca d'investigació mèdica Wellcome Trust Senior.
- 1994 Nomenada professora associada de la Universitat de Queensland, Brisbane, Austràlia.
- 1999 Descobreix una nova via de reciclatge per al tràfic i la regulació d'E-cadherina.[7]
- 2001 Principal Research Fellowship del NHMRC (premi de carrera de 5 anys).
- 2001 Nomenada editora associada d'American Journal of Physiology.
- 2005 Nomenada membre investigadora de la Universitat de Queensland.
- 2005 Descobreix una nova via per a la secreció de citosines en macròfags.[4]
- 2007 Guanyadora de l'estat del Premi Smart Women/Smart State, Queensland, Austràlia.
- 2008 Presidenta del Comitè de Revisió de Subvencions per al Programa de Ciència de la Frontera Humana.
- 2008 Directora Adjunta (Investigació), Institut de Biociència Molecular.
- 2008 Nomenada membre del consell editorial de la revista Physiology.
- 2009 Nomenada per al Comitè Assessor d'Investigació Mèdica, Fundació Australiana d'Investigació del Càncer.
- 2010 Descobreix el paper de PI3K en la secreció cel·lular i la inflamació.[8]
- 2011 Oradora visitant Walter Mackenzie a la Universitat d'Alberta, Canadà.
- 2014 Descobreix el paper de PI3K i Rab8 en la regulació de la inflamació.[9][10]